# Ichneumon extensorius
Ichneumon extensorius là một loài tò vò trong họ Ichneumonidae.

## Hình ảnh

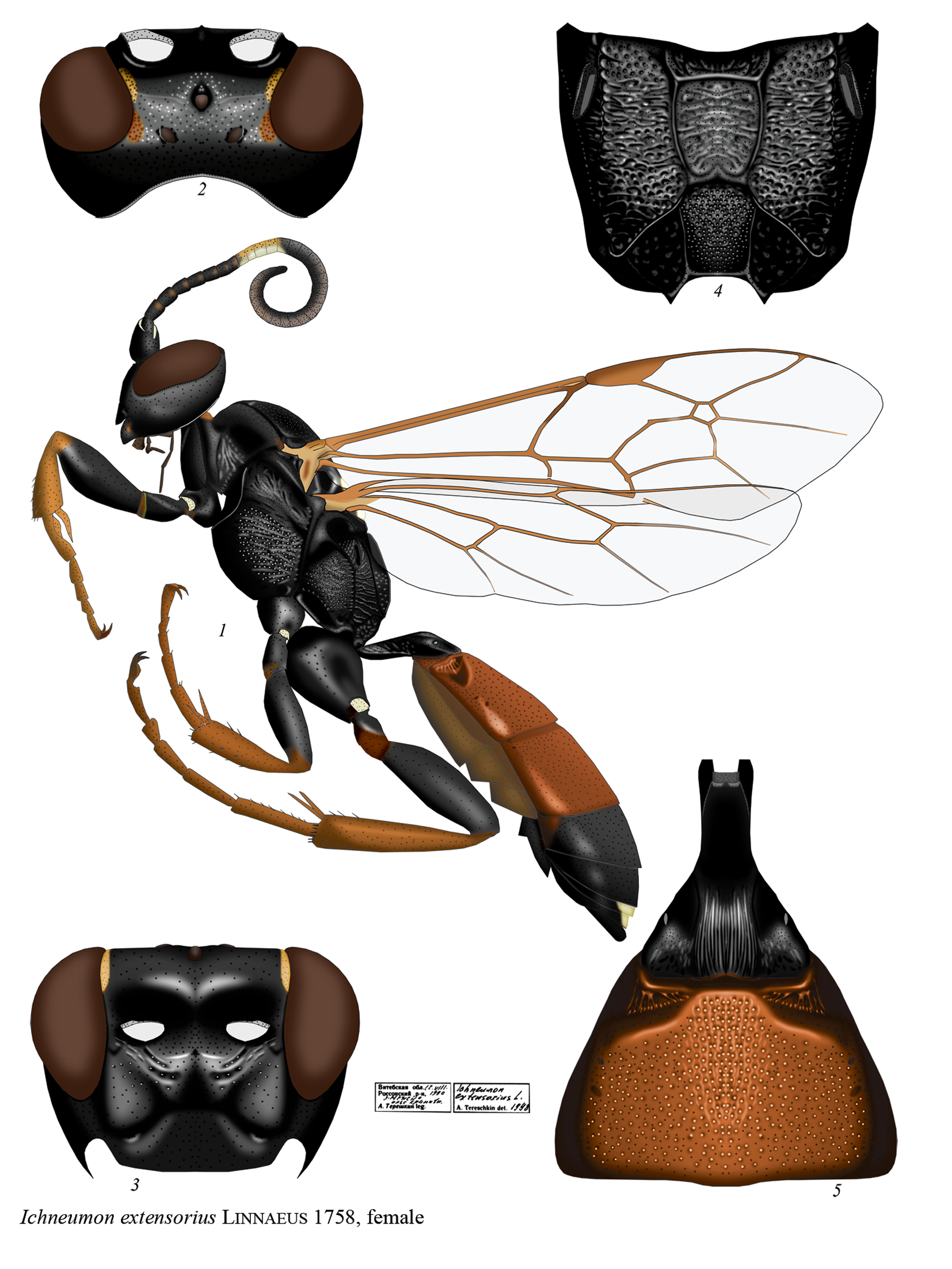
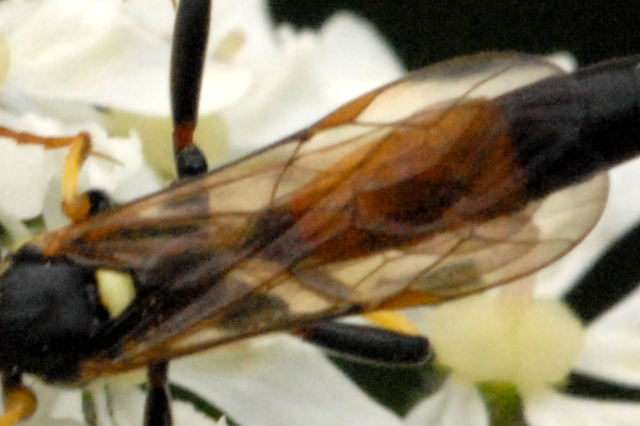
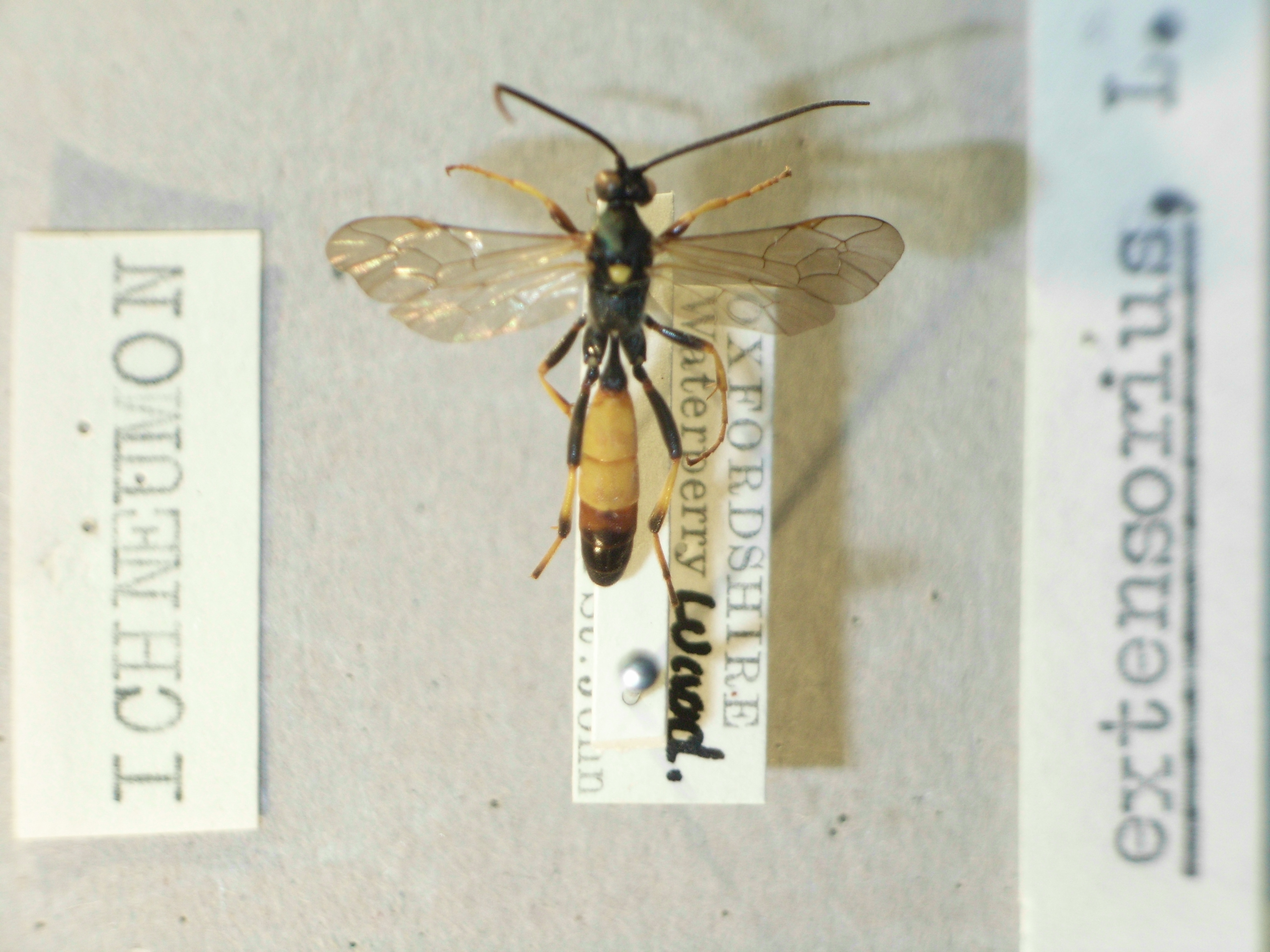